# Keidži Tamada
Keidži Tamada (japonsko 玉田 圭司), japonski nogometaš, * 11. april 1980, Čiba, Japonska.
Za japonsko reprezentanco je odigral 72 uradnih tekem in dosegel 16 golov.